# Aervinae
Aervinae je podtribus štirovki smješten u tribus Amarantheae, dio potporodice Amaranthoideae.

## Rodovi
1. Saltia Moq. (1 sp.)
2. Sericostachys Gilg & Lopr. (1 sp.)
3. Sericocomopsis Schinz (2 spp.)
4. Sericocoma Fenzl (2 spp.)
5. Pseudosericocoma Cavaco (1 sp.)
6. Cyphocarpa (Fenzl) Lopr. (3 spp.)
7. Centemopsis Schinz (12 spp.)
8. Nelsia Schinz (2 spp.)
9. Sericorema (Hook. fil.) Lopr. (2 spp.)
10. Centema Hook. fil. (2 spp.)
11. Eriostylos C. C. Towns. (1 sp.)
12. Lopriorea Schinz (1 sp.)
13. Rosifax C. C. Towns. (1 sp.)
14. Leucosphaera Gilg (1 sp.)
15. Cyathula Blume (27 spp.)
16. Allmaniopsis Suess. (1 sp.)
17. Pupalia Juss. (4 spp.)
18. Marcelliopsis Schinz (3 spp.)
19. Dasysphaera Volkens ex Gilg (4 spp.)
20. Volkensinia Schinz (1 sp.)
21. Arthraerva (Kuntze) Schinz (1 sp.)
22. Wadithamnus T. Hammer & R. W. Davis (1 sp.)
23. Paraerva T. Hammer (2 spp.)
24. Aerva Forssk. (11 spp.)
25. Polyrhabda C. C. Towns. (1 sp.)
26. Trichuriella Bennet (1 sp.)
27. Nothosaerva Wight (1 sp.)
28. Nototrichum (Gray) Hillebr. (3 spp.)
29. Calicorema Hook. fil. (2 spp.)
30. Chionothrix Hook. fil. (2 spp.)
31. Stilbanthus Hook. fil. (1 sp.)
32. Mechowia Schinz (2 spp.)
33. Nyssanthes R. Br. (4 spp.)
34. Ptilotus R. Br. (119 spp.)
35. Psilotrichum Blume (27 spp.)
36. Psilotrichopsis C. C. Towns. (1 sp.)
37. Achyranthes L. (22 spp.)
38. Centrostachys Wall. (1 sp.)
39. Achyropsis (Moq.) Hook. fil. (6 spp.)
40. Pandiaka (Moq.) Hook. fil. (13 spp.)